# Посещения Ярославля монархами и членами монархических домов

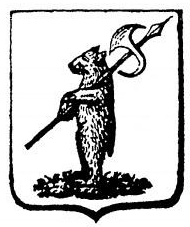
Герб Ярославля

Посещения города Ярославля монархами и членами монархических домов. Ярославль — древний большой город, административный (Ярославская губерния), религиозный (Ярославская и Ростовская епархия), транспортный (река Волга, дорога Москва — Архангельск) и промышленный центр.
Великий Князь не мог не быть восхищен всем тем, что он видел в русском народе: и в Ярославле, как и в Твери, и в Угличе, и в Рыбинске, и во всякой деревушке его с восторгом радости встречает русский народ. Часто он подвергается неизбежным задержкам (народ останавливает проезд экипажа), часто с трудом может пробраться сквозь толпу жаждущих привлечь его взор. Повсюду беспрерывное «ура!». Оно в ушах наших так вкоренилось, что и в тишине не оставляет нас.Очевидец о путешествии цесаривича Александра Николаевича по России 
Даты даны по старому стилю.

## ПравлениеРюриковичей
Считается, что город Ярославль был построен на месте или около языческого поселения Медвежий Угол князем Ярославом Владимировичем в период его Ростовского княжения, то есть между 988 и 1010 годами. Вместе с городом им был заложен первый храм — церковь Ильи Пророка. (Подробнее смотри статью «Основание Ярославля».)
Почасту проживал в Ярославле Ростовский князь (1207—1219) Константин Всеволодович. В 1215 году он заложил каменный Успенский собор на Стрелке, а в 1216 году — каменный Спасо-Преображенский собор в одноимённом монастыре. Князь Константин Всеволодович и игумен Петровского монастыря Пахомий, устроили в Спасском монастыре училище, которое, однако, вскоре было переведено в Ростов, куда Пахомий был назначен на епископскую кафедру.
По завещанию Константина Всеволодовича, Ярославль стал центром обособленного княжества, которым руководили с 1218 по 1471 год собственные князья, пока княжество не вошло в состав Московского государства.
В 1249 году на похоронах Ярославского князя Василия Всеволодовича присутствовали великий князь Владимирский Александр Ярославич Невский, а также Ростовский и Борисоглебский князья Борис и Глеб Васильковичи.
В 1433 году, в ходе междоусобиц, Ярославль разграбили князья Галичские Василий и Дмитрий Юрьевичи.
В 1447 году в Ярославле был великий князь Московский Василий Васильевич Тёмный по пути из Кирилло-Белозерского монастыря в Москву и нашёл здесь радушный приём от князей и народа.
Осенью 1504 года в Ярославль приезжал великий князь Иван III с детьми на поклонение святым князьям Ярославским.
Великий князь Василий III посещал Ярославль в 1511, 1528 и 1530 годах.
Царь Иван Грозный несколько раз бывал в Ярославле и пожаловал 55 грамот Спасо-Преображенскому монастырю.
С августа 1606 до июля 1608 года в Ярославле в ссылке жила царица Марина и её отец Ежи Мнишек и вместе с ними ещё 375 поляков.

## Правление Михаила Фёдоровича
21 марта в Ярославль, на пути из Костромы в Москву, прибыл новоизбранный царь Михаил Фёдорович Романов с матерью. Он был встречен крестным ходом, хлебом и солью и богатыми дарами. По словам летописи, горожане плакали от радости. Гости поселились в Спасском монастыре, в кельях архимандрита, в которых позднее пребывали ярославские архиереи. 23 марта Михаил отсюда послал первую царскую грамоту — Земскому совету в Москву, в ней он извещал о своём согласии на престол. Вскоре наступило весеннее половодье и царь остался в Ярославле до просухи. Во всё своё пребывание здесь он имел почти ежедневную переписку с Москвой по важным государственным делам. В Ярославле действовал временный государственный совет, который составляли князь Иван Борисович Черкасский и другие вельможи, дьяк Иван Болотников со стольниками и стряпчими. 4 апреля юный царь отпраздновал в Ярославле Пасху. К середине апреля путь к Москве сделался удобным, и 16 апреля Михаил с матерью и всей свитой, приняв благословение архимандрита Феофила, при колокольном звоне всех церквей отправились в столицу. В том же 1613 году царь дал Спасскому монастырю три жалованные грамоты, восстановившие его благосостояние, пострадавшее в Смутное время. В дальнейшие годы Михаил дал этому монастырю ещё 15 жалованных грамот.
В 1620 году, совершая молитвенное путешествие, Михаил Фёдорович снова был в Ярославле и утвердил древние грамоты, жалованные местным церквям: Ильинской в Рубленном городе, Воскресенской и Спасонагородской в Земляном городе.
В 1610-1630-е годы в Ярославле под строгим присмотром жил пленённый сибирский хан Али. В Ярославском уезде ему была выделена на прокорм деревня, в которую его отпускали на недолгое время в сопровождении пристава.

## Пётр I и Бирон
В июле 1693, мае 1694, мае 1702, феврале и июне 1723 года через Ярославль проезжал царь (в последний год уже император) Пётр I.
В 1742—1761 годах в Ярославле в ссылке находился герцог Курляндии и Семигалии Эрнст Иоганн Бирон с семейством. Жил он в каменном доме на берегу Волги, который был разобран в первой половине XIX века, а его кирпичи пошли на строительство первой в городе полицейской части.

## Екатерина II
25 мая 1763 года, после посещения Ростова для религиозных целей, в Ярославль прибыла императрица Екатерина II со свитой. Жители встречали её далеко за городом. При въезде императрицы в Ярославль звонили колокола многочисленных церквей и гремели пушки. Екатерина отслушала молебен в Спасском монастыре и приложилась к мощам благоверных ярославских князей. Затем она прибыла в Успенский собор, где её ожидало духовенство и другие сословия горожан. После молебна императрица остановилась в располагавшемся близ собора Архиерейском доме. Пробыв там несколько часов, она в сопровождение всего дворянства отправилась на полотняную фабрику купца Затрапезнова, где остановилась в специально приготовленном доме. Утром следующего дня, 26 мая, Екатерина принимала дворян обоего пола, промышленников и купцов. К обеденному столу в Архиерейском доме было приглашено всё ярославское дворянство; во время застолья тосты провозглашались в сопровождении пушечной пальбы. После обеда императрица отправилась в Толгский монастырь на другом берегу Волги, где она отслушала молебен, приложилась к чудотворной иконе Божией Матери и осмотрела монастырский сад и кедровую рощу. В богато убранной шлюпке в сопровождении множества мелких судов и лодок, наполненных кричащими ура людьми, Екатерина по Волге и Которосли вернулась в дом у фабрики Затрапезнова. На следующий день, 27 мая, императрица после обеденного стола осматривала фабрики купцов Затрапезновых, Гурьевых, Колосовых и других, увиденное она хвалила и призывала к большему усовершенствованию изделий. 28 мая, в 10 часов утра, состоялся приём дворянства и купечества в Архиерейском доме, на котором все были допущены к руке; императрица благодарила за радушный приём, хвалила местность города и изъявила неосуществлённое желание построить в Ярославле императорский дворец. После того она в сопровождении большого числа народа отправилась обратно через Ростов в Москву.
Второй раз императрица посетила Ярославль в 1767 году во время путешествия по Волге от Твери до Казани. 9 мая ярославцы собрались к Успенскому собору, ожидая Екатерину; архиепископ Афанасий, духовенство, дворянство и купечество ждали в самом соборе. Лишь только из-за Полушкиной рощи показалась флотилия императрицы из шести галер и пяти транспортных судов, окружённая многочисленными лодками жителей прибрежных сёл и деревень, зазвонили на ближней приходской колокольне, что стало сигналом для звона колоколов по всему городу и пушечному грому с судов, стоявших на Волге. На Стрелке Волги и Которосли для схода была устроена широкая лестница, а на самой Волге красивая пристань. В 8 часов пополудни флотилия встала на якорь и императрица на богато убранной шлюпке переправилась на берег, в это время под непрерывное ура был сделан 81 выстрел из пушек, стоявших на берегу и на площади. Архиепископ с крестом в руках и воевода сошли на пристань, где первый приветствовал гостью поздравительной речью, а второй рапортовал о благосостоянии города. Тут же, на самом берегу, императрицу встретили хлебом и солью дворянство и купечество. При громком ура и колокольном звоне императрица вошла в Собор, где приложилась к иконам и мощам благоверных князей, после чего отправилась в приготовленный для неё Архиерейский дом. 10 мая, в 11 часов утра, императрице представлялись архиепископ с знатнейшим духовенством, ярославское дворянство и купечество. потом были представлены костромские посланники, призванные проводить Екатерину в Кострому. После приёма императрица посетила Спасский монастырь, а после стола обозрела фабрики. В 8 часов вечера она принимала и жаловала к руке дам ярославского дворянства. Утром 11 мая ей представлялись романовские дворяне обоего пола и ярославские купчихи. После обеда императрица побывала на заводах, а вечером посетила бал, организованный дворянством и купечеством, причём оделась на него в русское ярославское платье и кокошник. Известный в будущем поэт, ярославец В. И. Майков преподнёс ей «Оду на прибытие её величества из Москвы в Ярославль», в которой выражалась надежда на либеральное обновление государственного управления. 12 мая, в 6 часов вечера, Екатерина ужинала с ярославскими фабрикантами, после застолья был устроен фейерверк. 13 мая, в 6 часов вечера, императрица при колокольном звоне и громе пушек вернулась на галеру, чтобы продолжить своё путешествие. Депутаты от Ярославля сопровождали её до Костромы.

## Павел I
8 июня 1798 года Ярославль посетил император Павел I с сыновьями Александром и Константином. После прослушивания литургии и молебна в Успенском кафедральном соборе император посетил Архиерейский дом (бывший Спасский монастырь), где прослушал молебен при гробах ярославских благоверных князей. Губернатор Н. И. Аксаков преподнёс ему в дар «Описание Ярославской губернии» с двумя рукописными картами с красочными картушами с изображениями Ярославля; император наградил губернатора за службу орденом. На ночь Павел остановился в Генерал-губернаторском доме. На другой день он обозрел всё достопамятное и отправился дальше в путешествие по стране.

## Правление Александра I
В 1811—1812 годах ярославским генерал-губернатором был принц Гольштейн-Ольденбургский Георг. 26 августа 1812 года его супруга великая княгиня Екатерина Павловна родила в Ярославле принца Петра Ольденбургского.
17 августа 1817 года Ярославль посетил великий князь Михаил Павлович; ярославцы, которых давно не посещали члены царского дома, ликовали. По обозрении всего замечательного великий князь на следующий день отправился в Кострому.
20 августа 1823 года во время поездки по стране Ярославль посетил император Александр I. В 10 часов вечера при громогласном ура и колокольном звоне он прибыл в город. В Успенском кафедральном соборе его ожидали архиепископ Симеон с духовенством, губернатор Александр Безобразов с дворянством и множество народа. После молебна государь остановился в новом, построенном по его велению как императорский путевой дворец, Губернаторском доме. Утром 21 августа императору представлялись военные и гражданские чиновники, дворянство и купечество, как ярославское, так и уездных городов. Затем Александр присутствовал при разводе находившихся в Ярославле войск. После он посетил Архиерейский дом, где молился явленной в мае того года иконе Божией матери и при раке ярославских чудотворцев, побывал в келье архиепископа. Затем император обозревал город, осмотрел Демидовское высших наук училище, Гимназию, Дом призрения ближнего и другие заведения. Вечером Александр удостоил посещения бал, данный в его честь дворянством и купечеством. 22 августа император обозревал тюремный замок, Большую мануфактуру Яковлевых (принял жалобу от пробившихся к нему выборных от её рабочих), полотняную фабрику купца Углечанинова, шёлковые фабрики купцов Оловянишникова и Красильникова или Черепанова и другие места. В оба вечера город был иллюминирован и горожане приветствовали царя громкими восклицаниями. 23 августа, в 7 часов утра, государь оставил Ярославль и отправился в Ростов. В это посещение он пожаловал 20 тысяч рублей ассигнациями на укрепление берегов Волги и Которосли.

## Правление Николая I
13 ноября 1831 года Ярославль неожиданно посетил принц Пётр Георгиевич Ольденбургский. Он нарочно приехал посмотреть на город, где родился остановился же в том самом доме, где появился на свет. Ярославцы были в восторге: в то же утро принцу представлялись архиепископ Авраам, губернатор Константин Полторацкий, все высшие чиновники, дворянство и купечество (последние преподнесли хлеб и соль). Гость осмотрел Демидовское высших наук училище, Гимназию, Архиерейский дом, Дом призрения ближнего, казармы кантонистов, Большую мануфактуру Яковлевых и прочее. Вечером он посетил бал в доме губернатора. На другой день Пётр Георгиевич осмотрел город, посетил заведения Приказа общественного призрения, тюремный замок в Коровниках, шёлковую фабрику купца Оловянишникова, дом городского головы Василия Соболева, гостиные ряды и прочее. После обеда, данного дворянами и купцами, принц отправился обратно в Москву.
16 ноября 1831 года Ярославль посетил император Николай I с целью обозреть губернию и узнать как обустроены высланные в губернию польские повстанцы 1830—1831 годов. В 6 часов вечера он прибыл к Дворцу (Губернаторскому дому) — под громогласное ура многочисленного народа, огласившее берега Волги. На следующее утро императору представлялись военные, чиновники, дворянство и купечество. После он в сопровождении свиты и губернатора Константина Полторацкого при колокольном звоне всех церквей посетил Успенский кафедральный собор, где его ожидал архиепископ Авраам с духовенством и многочисленным народом. После молебна Николай обозрел Демидовское высших наук училище, Гимназию, Архиерейский дом, казармы кантонистов, мануфактуру Яковлевых, Дом призрения ближнего и тюремный замок. Вечером он два часа пробыл на данном дворянами в залах Дома призрения ближнего бал, после чего в 11 часов вечера отправился обратно в Москву, пожаловав 70 тысяч рублей ассигнациями на укрепление берегов Волги и Которосли.
В ночь с 5 на 6 октября 1834 года, после полуночи, Николай I снова прибыл в Ярославль. В 10 часов утра ему представлялись военные, чиновники, дворянство и купцы. После этого он отправился из Губернаторского дома в Успенский кафедральный собор, где его встретили архиепископ Авраам с духовенством и многочисленным народом. Затем император посетил Архиерейский дом, где молился при раке ярославских чудотворцев и перед чудотворною иконою Божией Матери и посетил келии архиерея. После этого Николай осмотрел казармы кантонистов, тюремный замок, Дом призрения ближнего, Демидовский лицей, Губернскую гимназию, Писцовую школу и заведения Приказа общественного призрения. При колокольном звоне и громком ура император осматривал город, выходил из экипажа на бульвар и любовался окрестностями Ярославля со Стрелки. Вечером город был иллюминирован. Государь посетил данный губернатором бал. 7 октября, в воскресение, Николай слушал литургию в Петропавловской церкви у военных кантонистов. После неё он осмотрел это заведение и батальон внутренней стражи, затем шёлковую фабрику и дом городского головы Ивана Оловянишникова, и, вернувшись в Губернаторский дом, — пожарную команду, после чего далеко сопровождаемый ярославцами под колокольный звон и ура отправился в Кострому.

Весной 1837 года в ходе большого путешествия по России для завершения своего образования Ярославль посетил цесаревич наследник престола великий князь Александр Николаевич. В 11 часов вечера 8 мая он прибыл в город по Волге из Рыбинска. Ярославль был заранее иллюминирован, а Губернаторский дом убран деревьями и цветами. Следующий воскресный день посвящён был в Ярославле официальным приёмам и осмотру достопримечательностей, выставки достижений губернии (принял в дар от местных мастеров драгоценную конскую упряжь и карманные часы известного механика Л. С. Нечаева) и прочего. В 10 часов утра Александр с губернатором Константином Полторацким отправился в Успенский кафедральный собор, где прослушал литургию, которую совершал уже находящийся на покое архиепископ Авраам. После литургии цесаревич во Дворце принимал архиепископа, военных, чиновников, дворян и купцов. Затем Александр в сопровождении губернатора и некоторых членов своей свиты посетил Архиерейский дом и Казанский монастырь, а затем Демидовский лицей, Гимназию и Благородный пансион. В 10 часов вечера цесаревич посетил данный дворянством и купечеством бал в залах Дома призрения ближнего. 10 мая Александр осматривал мануфактуру Яковлевых и 3-й Карабинерный полк за Которослью, затем Писцовую школу, выставку изделий и искусств Ярославской губернии в доме помещика Горяинова, шёлковую фабрику Ивана Оловянишникова, тюремный замок, смирительный, рабочий, воспитательный и богадельные дома, пожарную команду и лазарет 3-го учебного Карабинерского полка. Александр пожаловал 5 тысяч рублей ассигнациями для раздачи беднейшим горожанам. Особенностью ярославского приёма было устроенное для великого князя после обеда катание по Волге (была ясная, тихая погода), о котором так рассказывает очевидец: 
За катером его высочества следовали катера с музыкантами и русскими песенниками; сотни маленьких лодок, наполненных мужчинами и женщинами, шныряли вокруг катера Великого Князя, покрывая Волгу на большое пространство. Десятки тысяч народа покрывали высокий берег Волги со стороны города. Русское „ура!“ не переставало и на воде, и на берегу, во всё время нашего плавания вдоль по берегу на расстоянии двух или трёх верст взад и вперёд. Эти десятки тысяч народа бежали за экипажем Великого Князя и, по выходе его из катера, не переставали провожать до самого дворца с тем же „ура!“. Народ толпился до позднего вечера перед дворцом, ожидая появления Великого Князя на балконе. В девять часов, прелестная иллюминация из разноцветных огней на судах по Волге и на берегу городском мгновенно переменила картину; а на другом берегу — тысячи смоляных костров, отражавшихся бесчисленными огненными струями величественной реки, довершали очарование. Великий Князь вышел на балкон, и бесконечное „ура!“ надолго заглушило хор музыки, игравшей национальный гимн.очевидец 
 Вечером Дворец, Волжская набережная, суда на Волге и весь город были иллюминированы разноцветными фонарями и шкаликами, на противоположном берегу помимо иллюминации домов горели несколько сотен смоляных бочек. День завершился балом в дворянском собрании, на котором цесаревич много танцевал. По воспоминаниям современников, в эти дни он был здоров и весел и как будто не знал усталости. В 6 часов утра 11 мая, при огромном стечение народа и звоне колоколов, Александр Николаевич отправился в Ростов.
10 мая 1841 года Ярославль вновь посетил император Николай I. В 4 часа дня он прибыл в Ярославль при звоне колоколов всех храмов. На другой день он посетил Успенский кафедральный собор, где был встречен архиепископом Евгением со всем духовенством и многочисленным народом. Вечером император никем не сопровождаемый обозревал местность Ярославля на обыкновенных дрожках. Город был хорошо иллюминирован и Николай выходил на балкон Дворца, чтобы полюбоваться Волгой, народ приветствовал его громогласным ура. 11 мая император принимал военных, чиновников, дворян и купцов. После этого он осматривал Карабинерский полк и батальон кантонистов, Демидовский лицей, Губернскую гимназию и Благородный пансион, а затем Дом призрения ближнего и фабрику Ивана Оловянишникова; принял жалобу рабочих Большой мануфактуры об их бедственном положении и невыплате зарплаты. В 8 часов вечера гость отправился в Москву, как обычно его провожали звон колоколов и торжественное ура.
В 1850 году Ярославль посетили великие князья Николай и Михаил Николаевичи. 6 августа в 9 часов вечера они прибыли прямо в Успенский кафедральный собор, где были встречены архиепископом Евгением с духовенством и губернатором Алексеем Бутурлиным с дворянством и купечеством при многочисленном стечение народа. После молебна великие князья отправились во Дворец. Город был иллюминирован, гремела музыка. На другой день в 9 часов утра великие князья принимали военных и гражданских чиновников, дворян и купцов. После этого они молились в Архиерейском доме у раки ярославских чудотворцев во храме у чудотворной Божией Матери под колокольней. Затем они посетили кельи архиепископа, Детский приют, тюремный замок, Училище девиц духовного звания, Дом призрения ближнего, Больницу, Воспитательный дом и Губернское правление. Затем они побывали в Демидовском лицее, Благородном пансионе и Губернской гимназии. Из предприятий ими были осмотрены шёлковая фабрика купца Оловянишникова и паровая мукомольная мельница купца Крохоняткина. На обеде у них были архиепископ, губернатор и другие высшие чины губернии. В 7 часов вечера гости отплыли на шлюпке вниз по Волге для осмотра арестантской роты и лагерей 3-го Учебного Карабинерского полка. Вечером город был вновь иллюминирован и великие князья неоднократно выходили на балкон, радуя ура-ликующих жителей. В 6 часов утра 8 августа гости отправились в Кострому.
4 сентября 1851 года Ярославль посетила цесаревна Мария Александровна. В 4 часа дня она прибыла прямо к Успенскому кафедральному собору. У подъезда её встретил губернатор Алексей Бутурлин, а на ступенях собора — архиепископ Евгений с духовенством города. Внутри собора цесаревну встретил пребывавший тогда в Ярославле с целью осмотра учебных заведений министр народного просвещения Платон Ширинский-Шихматов. После краткого молебна цесаревна прикладывалась к иконам и мощам благоверных князей. Из собора она отправилась прямо в Училище девиц духовного звания, где посетила различные помещения, общалась наедине с воспитанницами и слушала их пение, после чего, найдя всё в хорошем состоянии, отправилась во Дворец. Там ей представлялись виднейшие купцы Ярославля во главе с городским головой Василием Соболевым. Затем последовал обед, на который были приглашены избранные люди; во время него вокруг Дворца толпился народ, а напротив играл оркестр полковой музыки. После обеда Мария Александровна обозревала иллюминированный к её приезду город, особенно замечательные гирлянды украшали церковь Ильи Пророка. Цесаревна совершила прогулку по Пробойной, Духовской и Рождественской улицам. Ярославцы повсюду приветствовали её. Около 9 часов вечера Мария Александровна ещё раз посетила Училище, приняв там участие в вечерней молитве. В 10 часов утра следующего дня она вновь была в Училище, где проверяла знания девиц. После полудня цесаревна посетила Дом призрения ближнего, после чего ей представили во Дворце местное чиновничество и дворянства и она отправилась обратно в Москву, посетив перед уездом мощи благоверных ярославских князей в Архиерейском доме.

## Правление Александра II
Будучи императором Александр II посетил Ярославль в августе 1858 года.

## Правление Александра III
В 1892 году паломничество по Ярославской губернии совершили великий князь Сергей Александрович с супругой Елизаветой Фёдоровной. 2 июня их поезд под звуки «Преображенского марша» и ликование народа прибыл на Московский вокзал. Местные знатные дамы преподнесли Елизавете Фёдоровне цветы, после чего супруги отправились в Архиерейский дом (бывший Спасо-Преображенский монастырь). При этом они проехали по Американскому мосту через Которосль, обсудив его конструкцию с инженерами. В Архиерейском доме их встретил архиепископ Ярославский и Ростовский Ионафан, подаривший им образ ярославских чудотворцев Фёдора, Давида и Константина. Затем чета проследовала к Волге, где села на пароход «Салтыков-Щедрин» и отправилась в Углич. Повсюду за ними следовала масса народу, кричавшего «Ура!», княгине постоянно дарили цветы, а когда они поплыли их долго сопровождали лодочки горожан, а на украшенных флагами берегах толпился народ. Через два дня их высочества вернулись в Ярославль, где остановились в Губернаторском доме. Затем стали осматривать храмы: Успенский собор, церковь Николы Надеина, церковь Ильи Пророка, церковь Иоанна Златоуста в Коровниках, до которой добрались на пароходике, и другие. В восемь вечера в Губернаторском доме был обед на 32 персоны. Ночью город был иллюминирован. Ярославцы у реки хором распевали песни. Утром князь и княгиня сели на поезд и отправились в Ростов. Существует кинохроника визита и работы личного фотографа супругов Тилле, запечатлевшего не только достопримечательности, но и горожан. Ярославский журналист Николай Верховой написал тогда об этом путешествии книгу, переизданную в 2011 году.

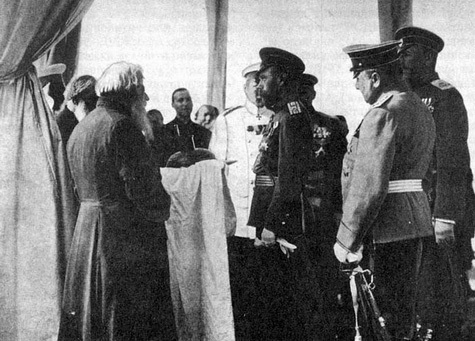
Император Николай II принимает хлеб-соль от старообрядческой Вознесенской общины. Торжества 300-летия дома Романовых. 1913 год.

## Правление Николая II
В ходе празднования 300-летия дома Романовых Ярославль 21 мая 1913 года посетил император Николай II с семьёй. (Подробнее смотри статью «300-летие дома Романовых».)